# Folkmetal
Folkmetal is een muziekstijl waarbij volksmuziek wordt samengevoegd met heavy metal. Traditionele instrumenten die vaak worden gebruikt zijn de viool, hoorn, fluit, accordeon en draailier. De thematiek in tekst en podiumpresentatie is mythologie, heidendom en oude tijden.
Folkmetal kent verschillende varianten zoals Keltische en Oriëntaalse metal, paganmetal en vikingmetal.

## Geschiedenis
Als genre bestaat folkmetal sinds circa 1997, hoewel daarvoor al powermetalbands zongen over heidendom uit vroegere tijden, gevolgd door blackmetalbands.
De Britse heavymetalband Skyclad speelde folkmetal avant la lettre. Door het gebruik van viool kreeg de muziek een folky en middeleeuwse sfeer. Momenteel is Finntroll een van de populairste folkmetalbands. In dat project wordt black metal gemengd met Finse volksmuziek en de songteksten gaan veelal over trollen.
Na jarenlange groei van de populariteit van folkmetal is deze na een lichte afname gestabiliseerd. Festivals als Paganfest zijn er al niet meer, hoewel er met name in Duitsland nog steeds festivals zijn die zich hoofdzakelijk op dit genre richten.

## Keltische metal
Keltische metal is een op de Keltische mythologie gerichte variant van folkmetal, evenals bijvoorbeeld Oriëntaalse metal. Deze variant kent invloeden uit de black metal. Groepen als Waylander en Bran Barr combineren  folkmetal met zogenaamde battlemetal Een van de bekendste Keltische metal bands is Eluveitie. Deze Zwitserse band combineert melodieuze Death Metal met Keltisch geïnspireerde teksten en liederen. Een van hun bekendste liedjes is Inis Mona, wat een adaptatie is van  de traditioneel Bretoense klassieker Tri Martolod.

## Oriëntaalse metal
Oriëntaalse metal is een variant binnen de folkmetal die invloeden heeft uit de Arabische of Hebreeuwse volksmuziek en de metal zoals veelal doommetal, soms black metal of deathmetal. Thema's zijn volkstragedies, Midden-Oosterse folklore en verhalen uit religieuze geschriften. Vooral in Israël en Turkije is deze vorm van folkmetal tot bloei gekomen.
Inhoudelijk komen de songteksten overeen met die van de deathmetal en andere folkmetal. Muzikaal refereert het aan de agressieve drum van de deathmetal, de trage ritmes van de doommetal en aan de volksmuziek zoals ook toegepast in andere folkmetal. De zangpartijen variëren van deathmetalgrunt, vervormde stemmen tot ook zuivere zang.
De Israëlische band Salem geldt als pionier binnen het genre en in hun muziek zijn black- en deathmetalinvloeden aanwezig, terwijl dit bij andere bands zoals Orphaned Land en Mezarkabul nauwelijks het geval is waardoor deze toegankelijker klinken. De Israëlische band Orphaned Land werd in 1991 geformeerd en bracht in 1994 haar debuutalbum Sahara uit. Voor hun muziek put de band uit muziekstijlen van het Midden-Oosten met traditionele elementen uit Arabische en joodse volksmuziek. In 1993 werd de groep Melechesh in Jeruzalem opgericht; deze speelde black metal met als hun eerste folkmetalnummer 'The siege of Lachish' van de gelijknamige EP uit 1996.

## Paganmetal
Bij Paganmetal ligt nadruk op de heidense thematiek (pagan is Engels voor 'heiden' of 'heidens'). Met teksten gebaseerd op oude Slavische levenswijzen en mythologie, is Slavonic pagan metal ("Slavisch heidens metaal") een richting in de pagan metal. Vaak wordt er gebruikgemaakt van folkarrangementen, maar niet altijd. De songteksten zijn in tegenstelling tot die in de black metal niet satanisch, maar behandelen vooral oude, heidense levenswijzen en religies. Folkmetal maakt gebruik van folk-melodieën. Hierdoor vallen sommige bands onder Pagan Folkmetal en vallen andere niet onder de folkmetalmantel.

## Trol- of humppametal
Trolmetal is een schertsende naam voor de folkmetalvorm waarbij de songteksten over trollen en goblins gaan. Hiervoor wordt geput uit Noordse mythen, sagen, legenden en folklore. De muziek wordt vooral gespeeld door Scandinavische bands. De bands Mortiis en Finntroll zijn toonaangevend voor deze muzieksoort en stonden aan de basis. Mortiis heeft in haar oudere werk een middeleeuws ambient geluid en Finntroll speelt een mix van black metal en polka. Mortiis behoort inmiddels vanwege andere teksten niet meer tot het genre van de trolmetal.
Humppametal is folkmetal waarin humppa doorklinkt. Humppa is een Finse volksmuziek die verwant is aan jazz, snelle foxtrot en polka. Finntroll is bijvoorbeeld een band die humppametal speelt, maar aangezien de muziek van deze band ook wel trolmetal wordt genoemd, wordt humppametal daar wel aan gelijk geschaard. Het begrip 'humppa' heeft betrekking op de muziek en 'trol' op de tekst.

## Vikingmetal
Vikingmetal is lang niet altijd folkmetal. De muziek verwijst naar de Vikingtijd waarbij soms melodieën en klanken worden gebruikt die Oudnoords overkomen, bij veel vikingbands blijft de relatie tot de Vikingen beperkt tot de teksten. De songteksten gaan meestal over de mythologie, het heidendom, de geschiedenis en oorlogen van de Vikingen. Aangezien de Vikingen een heidens volk was, kent het genre verwantschap met de black metal. Zoals de leden van blackmetalbands zich wel uitdossen met corpsepaint en pinnen, zo kleden leden van vikingmetalbands zich als Vikingen door zich in pelsen te steken en bijvoorbeeld een drinkhoorn aan hun riem te dragen. De Duitse band Faithful Breath trad begin jaren 80 als eerste metalband op in vikingoutfit, maar tekstueel gezien behoorde deze groep niet tot het vikingmetalgenre. Veel bands gebruiken in de vormgeving runen of daarop gelijkende letters om zich daarmee als vikingmetal te profileren.
Door bands als Amon Amarth is Vikingmetal erg populair geworden, maar veelal is dit echt een apart genre en valt dit niet onder folkmetal.